# سباستین (قدیس)
سن سباستین (انگلیسی: Saint Sebastian; c. ۲۵۶ – c. ۲۸۸) از اولین قدیسان و شهدای مسیحی بود. بر اساس باور سنتی، او در طول شکنجه دیوکلتیانی به مردم مسیحی کشته شد. او ابتدا به یک ستون یا درخت بسته شد و با نیزه مورد اصابت قرار گرفت، اما اینکار موجب مرگ او نشد. او، طبق منابع باستانی، توسط آیرین روم نجات یافت و شفا یافت که در نقاشی‌های قرن ۱۷ موضوع محبوبی شد. در تمام نسخه‌های داستان، بلافاصله پس از بهبودی او به دیدار دیوکلتیان رفت تا او را نسبت به گناهانش آگاه سازد و به علت این اقدام، بوسیله ضربات چوب کشته شد. او در کلیسای کاتولیک و کلیسای ارتدکس مورد احترام است.